# Trance Syndicate
La Trance Syndicate è un'etichetta discografica indipendente fondata nel 1990 da King Coffrey, batterista della band di Austin, Texas Butthole Surfers e da Graig Stewart. Il primo EP pubblicato fu The Sacred Heart of Crust dei Crust. Dal 1990 al 1999, anno della sua chiusura, la Trance Syndicate distribuì album di numerosi artisti e gruppi texani tra cui Bedhead, Ed Hall, American Analog Set, ...And You Will Know Us by the Trail of Dead e Roky Erickson.
Sebbene l'etichetta abbia cessato le attività, una parte del suo spirito sopravvive attraverso l'etichetta Emperor Jones, che inizialmente ne costituiva un ramo e che, a differenza della Trance Syndicate, non si limitava a promuovere artisti texani.

## Gruppi e artisti della Trance Syndicate
- ...And You Will Know Us by the Trail of Dead
- A.C. Acoustics
- Bedhead
- Butthole Surfers
- Cherubs
- Crunt
- Crust
- Desafinado
- Distorted Pony
- Drain
- Ed Hall
- Eight Frozen Modules
- Electric Company
- Furry Things
- johnboy
- Labradford
- Monroe Mustang
- The Pain Teens
- Paul Newman
- Roky Erickson
- Sixteen Deluxe
- Starfish
- Stars of the Lid
- Sweet Pea
- Windsor for the Derby